# Deinbollia
Deinbollia é um género botânico pertencente à família Sapindaceae.